# Elezioni regionali in Valle d'Aosta del 1983
Le elezioni per il rinnovo dell'VIII Conseil de la Vallée / Consiglio Regionale della Valle d'Aosta si sono svolte il 26 giugno 1983.
Il ritorno all’intesa fra l’Union Valdôtaine e la Democrazia Cristiana riportò un po’ di stabilità, ma non mancarono scompigli per vicende giudiziarie.

## Risultati elettorali
| Partiti                                                | voti   | voti (%) | seggi |
| ------------------------------------------------------ | ------ | -------- | ----- |
| Union Valdôtaine (UV)                                  | 20.495 | 27,10%   | 9     |
| Democrazia Cristiana (DC)                              | 15.973 | 21,12%   | 7     |
| Partito Comunista Italiano (PCI)                       | 13.567 | 17,94%   | 6     |
| Fédération DP-UVP                                      | 7.891  | 10,43%   | 4     |
| Partito Socialista Italiano (PSI)                      | 5.902  | 7,80%    | 3     |
| Partito Socialista Democratico Italiano (PSDI)         | 2.418  | 3,20%    | 1     |
| Partito Liberale Italiano (PLI)                        | 2.264  | 2,99%    | 1     |
| Partito Repubblicano Italiano (PRI)                    | 1.905  | 2,52%    | 1     |
| Nuova Sinistra Valle d'Aosta                           | 1.661  | 2,20%    | 1     |
| Movimento Sociale Italiano - Destra Nazionale (MSI-DN) | 1.474  | 1,95%    | 1     |
| Artigiani e Commercianti Valdostani (ACV)              | 1.239  | 1,64%    | 1     |
| Lista per la Zona Franca                               | 852    | 1,13%    | -     |
| Totale                                                 | 75.641 | 100,00   | 35    |
|                                                        |        |          |       |

Fonti: Ministero dell'Interno, ISTAT, Istituto Cattaneo, Consiglio Regionale della Valle d'Aosta, Annuario Grolier 1989